# Фил Хил
Фил Хил (енгл. Philip Toll Hill Jr.; Мајами, 27. април 1927 — Салинас, 28. август 2008) је бивши амерички аутомобилиста и шампион Формуле 1 из Мајамија. Титулу је освојио 1961. возећи за екипу Ферарија и тако постао први, и до сада једини американац шампион Формуле 1. Прву трку је возио 1958. на Великој награди Француске, док је прву победу остварио 1961. на Великој награди Италије. Преминуо је у болници у Салинасу од Паркинсонове болести, а највећи део свог живота је провео у Санта Моници.